# 臺北市立景美女子高級中學
臺北市立景美女子高級中學（英語：Taipei JingMei Girls High School），簡稱景美女中，位於臺北市文山區木柵，距離景美溪不遠處。該校為第一所由臺灣人創立的公立女子高級中學，為北市六省中之一。

## 校史紀要
- 1962年5月16日，由臺灣省政府建校於臺北縣木柵鄉港墘，初名「臺灣省立景美女子高級中學」
- 1968年改制為「臺北市立景美女子高級中學」
- 1974年增加新生班級數至20班，達現有之學生人數規模。
- 1981年5月16日，新建學生宿舍落成。
- 1990年2月，科學館落成，原科學館改為藝能館。
- 1991年，增班至一屆24班，為景美女中全校學生人數最多的時期，約三千七百餘人。
- 2007年，再度減去美、樂兩班，並配合教育局每班42人減招至41人的政策，因而由原總名額912人減為總名額809人，為本年度減班幅度較大之學校之一。
- 2020年，因應少子化問題，裁撤廉班與真班。

## 歷任校長
- 第一任：鄧玉祥　1962年
- 第二任：梁素霞　1978年
- 第三任：徐淑靜　1986年
- 第四任：王慧娟　1991年
- 第五任：鄭美俐　1995年
- 第六任：陳富貴　1996年
- 第七任：黃郁宜　2000年
- 第八任：林麗華　2006年
- 第九任：黃贇瑾　2014年
- 第十任：周寤竹　2022年

## 外部連結
- 官方网站